# Chimica elettroanalitica
La chimica elettroanalitica (o elettrochimica analitica) è la branca della chimica analitica che impiega metodi elettrochimici per rilevare la natura e la concentrazione di specie chimiche in soluzione.

## Tecniche elettroanalitiche
Le tecniche analitiche elettrochimiche presentano il vantaggio di esser spesso specifiche nei confronti di particolari stati di ossidazione di un elemento, al contrario della maggior parte delle altre tecniche analitiche, in cui si è in grado solamente di determinarne la concentrazione totale. Inoltre la strumentazione necessaria è spesso poco costosa e maneggevole, permettendo dunque di operare anche fuori dal laboratorio.
Nelle tecniche elettroanalitiche di norma ciò che si misura è l'attività piuttosto che la concentrazione, in alcuni contesti, per esempio nello studio dei sistemi biochimici, ciò rappresenta un vantaggio, nella maggioranza degli altri casi costituisce invece un inconveniente.
Le più importanti tecniche elettroanalitiche sono:
- Potenziometria
- Elettroforesi
- Polarografia
- Voltammetria
- Amperometria
- Conduttimetria
- Elettrogravimetria
- Coulombometria